# Next (2007)
Next is een film uit 2007 onder regie van Lee Tamahori. Het is een verfilming van het kort verhaal The Golden Man van Philip K. Dick. Hoofdrolspeler Jessica Biel werd voor haar rol zowel vereerd met een nominatie voor een Teen Choice Award, als belachelijk gemaakt met een nominatie voor een Razzie Award (evenals medespeler Nicolas Cage).

## Verhaal
Cris Johnson (Nicolas Cage) is een kleine toneelgoochelaar/illusionist in Las Vegas met een geheim. De voorspellingen die hij mensen doet zijn namelijk geen trucs, hoewel hij het wel zo doet voorkomen. In werkelijkheid heeft hij de gave om in de toekomst te kijken, maar alleen in situaties die hemzelf betreffen en maximaal twee minuten verder dan het heden. Alleen over Liz Cooper (Jessica Biel) droomt hij al jaren, hoewel hij haar nog nooit ontmoet heeft. Enkel in haar toekomst kan hij verder kijken dan in welk toekomstbeeld ook. Johnson verschijnt elke dag op dezelfde tijd in een eetgelegenheid die hij in zijn dromen heeft gezien als de plaats van hun eerste ontmoeting.
Hoewel Johnson zijn geld verdient met zijn gave door die te gebruiken in zijn goochelact en tijdens blackjack in het casino, wil hij deze verder onder de pet houden. Als kind onderging hij tal van onderzoeken opgezet door de overheid en de medische wereld, die hem een interessant testobject vonden. Hij werd deze interesse na verloop van tijd beu en wil nu vooral met rust gelaten worden. Daarom zorgt hij ervoor dat hij nooit al te opzienbarende dingen laat zien en houdt hij zijn winsten bij het kaarten bescheiden, zodat het niet al te veel opvalt.
Niettemin heeft het casino wel door dat er iets niet helemaal klopt aan Johnson, maar kan er de vinger niet op leggen wat precies. Wanneer een terroristische groep dreigt om een nucleaire opslageenheid in Los Angeles te laten ontploffen, raken bovendien meerdere partijen in hem geïnteresseerd. FBI-agente Callie Ferris (Julianne Moore) is achter Johnsons gave gekomen en wil hem inschakelen om de overheid te helpen. Hij weigert dit, omdat hij vermoedt dat de overheid hem nooit meer met rust laat als hij deze eenmaal één keer helpt. De terroristische organisatie weet ook van zijn kunnen en wil hem uit de weg ruimen voordat hij hun plannen in de war kan schoppen.

## Rolverdeling
| Acteur              | Personage     |
| ------------------- | ------------- |
| Nicolas Cage        | Cris Johnson  |
| Julianne Moore      | Callie Ferris |
| Jessica Biel        | Liz           |
| Thomas Kretschmann  | Mr. Smith     |
| Tory Kittles        | Cavanaugh     |
| Jim Beaver          | Wisdom        |
| Jason Butler Harner | Jeff Baines   |
| Michael Trucco      | Kendall       |
| Laetitia Danielle   | Miss Brown    |

## Trivia
- Tijdens een scène in het begin van de film laat de hoofdpersoon (Cage) tijdens zijn goochelact de ketting van een vrouw uit het publiek afvallen. Zij wordt gespeeld door Alice Kim Cage, die geen actrice is maar de (derde) echtgenote van Cage en sinds oktober 2007 moeder van hun zoontje Kal-el Coppola Cage.